# ブルーノ・マルティーノ

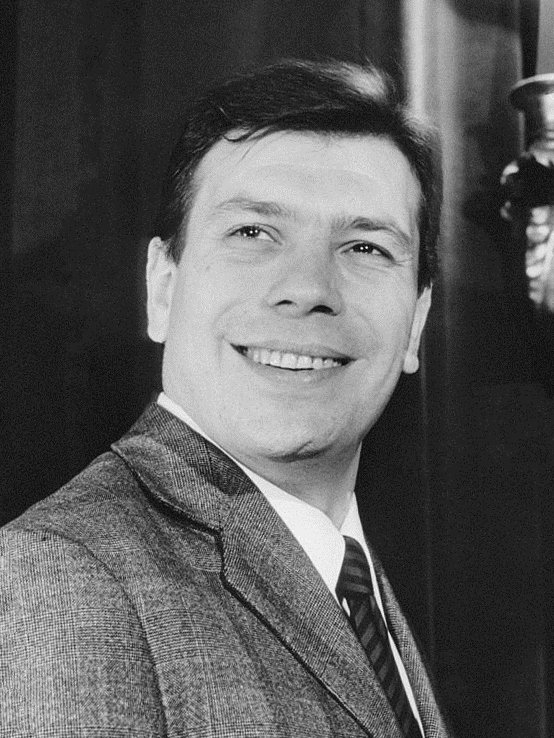
ブルーノ・マルティーノ, 1968

ブルーノ・マルティーノ（Bruno Martino、1925年11月11日 - 2000年6月12日）は、イタリアのピアニスト、作曲家、歌手である。
ジャズ・ピアニストでバンドリーダーであり、1950年代末期からは歌手としても活躍、イタリアのポピュラー音楽界で1950年代後期から1960年代にかけて人気を博した。代表曲「エスターテ」Estate（「夏」、「夏のうた」とも） は、1970年代以来ボサノヴァやジャズのフィールドで世界的に好んで取り上げられ、この1曲の存在によってイタリア国外でも名前を知られている。

## 生涯
ローマに生まれる。少年時代から正式な音楽教育を受けつつ、密かにジャズに対する関心を深め、イタリアが政治・軍事的に混乱期にあった第二次世界大戦末期の1944年、ローマのラジオ局「RAI」の専属オーケストラであるピエロ・ピッチョーニ(w:Piero Piccioni　1921年-2004年)率いるバンドにピアニストとして参加することで本格的なプロ・ミュージシャンとしてのキャリアを開始した。
1947年にはイタリアから出て、ヨーロッパ各地、特にデンマークを中心とした北欧での演奏活動を行うようになり、各地のナイトクラブでピアニスト、バンドリーダーとして活躍した。アメリカン・ポピュラーやジャズに加え、外国人受けするイタリア民謡を演奏し、更に自らのオリジナル・ナンバーも手がけるなど、広範なレパートリーで人気を得る。
1958年にイタリアに戻ると、カテリーナ・ヴァレンテ、レナート・ラスチェル、ウィルマ・デ・アンジェリスなど、当時のイタリアを代表する錚々たる人気歌手のために作曲を行うようになり、作詞家のブルーノ・ブリゲッティ(Bruno Brighetti)などとのコンビによる作品を多く送り出した。この頃、オーケストラでの伴奏中に歌手が席を外してしまったせいで偶然に歌声を披露する羽目になり、これがきっかけで歌手としても活動するようになる。
弾き語りのピアニストとしての朗々とした歌唱ぶりにも人気があり、世間からは "Principe dei nights"（ナイトクラブの王子様）の異名を奉られた。テレビショーなどにもビッグ・バンドを率いて度々出演し、イタリア国外での公演も多く行った。配下のオーケストラからは優れたミュージシャンを輩出している。
戦後のイタリアでもっとも人気のあった歌謡フェスティバルである「サン・レモ音楽祭」では、自作曲を出場歌手に提供した例は幾度かあったものの、自ら出場したのは唯一1961年大会のみである。この時は、女性歌手ジュラ・デ・パルマ（w:Jula de Palma　1932年-）をパートナーに自作の「あ、あ、あ愛をさがそう」“A.A.A. Adorabile cercasi”を歌ったが、本選進出は成らなかった。
1980年代まで新作アルバムを送り出すなど音楽活動を続けたが、後年の活動は徐々に低調となった。1993年11月、ウンベルト・ビンディとの共演で、ローマのフライアーノ劇場において『二つの人生、一つのピアノ』と題した連続コンサートを開催したのが、彼の最後の輝きであったと言える。最晩年は大衆からもほとんど忘れられた存在となり、2000年に心臓発作のため死去した。

## Estate
マルティーノの曲の中で、後世まで長く歌われることになった唯一の曲が、1960年にブルーノ・ブリゲッティの詞に作曲した「エスターテ」である。愛の記憶が去来する「夏」という季節への愛憎を、哀調をこめて歌ったバラードであるが、当時イタリアではさほどのヒットにならなかった。
ジャズのフィールドでは、アメリカ合衆国の歌手だが一時ヨーロッパで活動していたヘレン・メリルが、1962年にイタリアRCA社での録音によりイタリア語で歌唱したEP盤を出したものの、それ以降のカバー事例はイタリア国内以外では一時ほとんど見られなかった。
ボサノヴァ創始者の一人であるブラジルのミュージシャン、ジョアン・ジルベルトは、1960年代にイタリアを訪れ、ここでマルティーノの「エスターテ」を耳にして、自ら取り上げてみたいと考えるようになった。しかし実際に彼がこの曲をアルバムに録音するに至ったのは、はるか後年の1977年で、アルバム「Amoroso」でクラウス・オガーマンのオーケストラによるストリングス伴奏を得て、イタリア語の原語のまま、マルティーノの朗々とした歌声とは反対に、我流の訥々たる歌唱法で歌った。
このジョアン・ジルベルトの歌唱によって「エスターテ」は世界的に知られることになり――反面、ジルベルトという巨大な存在が独自解釈で歌ったことによって、作曲者本人の手になる原曲の存在感は著しく薄らいでしまったのであるが――、ボサノヴァとジャズのジャンルで好んで歌われ、演奏される曲となった。ジルベルトが敢えてボサノバ向けにポルトガル語歌詞を用意せず、ブリゲッティ作のイタリア語歌詞で歌ったことで、爾来ブラジル音楽のミュージシャンたちは、この曲をイタリア語歌詞で歌うのがほぼ慣例となっている。
ジャズ・ピアノでもっとも有名なのはミシェル・ペトルチアーニのバージョンで、イタリア系フランス人の彼はこの曲をたいへんに好み、ライブでも度々演奏した。またブリゲッティの原語歌詞に基づいて、ジョエル・シーゲルによる「Estate」、ジョン・ヘンドリックスによる「In Summer」という2つの英語版歌詞が作詞されており、ジャズ歌手にはこれらの英語歌詞で「エスターテ」を歌う者も多い。
なお、この曲は元々「夏は嫌い、あのひとを思い出させるから」という内容の歌詞に沿ったタイトル"Odio l'estate" （私は夏が嫌い）というわかりやすすぎるタイトルだったが、歌手のレリオ・ルタッツィがテレビショーで悪戯に"Odio le statue"（私は像が嫌い）と題名をもじったパロディソングにしてしまい、これに懲りたものか、以後は（マルティーノ、ブリゲッティいずれの意志によるものかは不明であるが）単に"Estate"という題名になった。

## 作品
作曲した作品は極めて多く、有名歌手に提供した曲をセルフカバーして歌ったナンバーも多い。
- 「エスターテ（夏）」Estate
- 「人それを夏と言う」E la chiamano estate
- 「あなたが彼にみつけたもの」Cos'hai trovato in lui
- 「僕は疲れてる」Sono stanco
- 「土曜日の夕方」Sabato sera
- 「キス・ミー、キス・ミー」 Kiss me kiss me
- 「2000」Nel duemila
- 「ある日ある時」Quando un giorno